# Pseudopaludicola ameghini
Pseudopaludicola ameghini é uma espécie de anfíbio da família Leptodactylidae. Endêmica do Brasil, pode ser encontrada no sul e sudoeste do estado do Mato Grosso.
Considerada um sinônimo de Pseudopaludicola mystacalis desde 1987, foi restaurada a categoria de espécie distinta em 2011.